# Nectandra grandiflora
Nectandra grandiflora Nees & Mart. – gatunek rośliny z rodziny wawrzynowatych (Lauraceae Juss.). Występuje endemicznie w południowo-wschodniej Brazylii – w stanach Espírito Santo, Minas Gerais, Rio de Janeiro, São Paulo, Parana, Rio Grande do Sul oraz Santa Catarina.

## Morfologia
PokrójZimozielone drzewo dorastające do 20 m wysokości.
LiścieMają odwrotnie owalny lub eliptyczny kształt. Mierzą 6,5–20 cm długości oraz 2–7,5 szerokości. Są skórzaste. Nasada liścia jest ostrokątna. Wierzchołek jest ostry lub spiczasty. Ogonek liściowy jest nagi i dorasta do 7–18 mm długości
KwiatySą zebrane w wiechy. Rozwijają się w kątach pędów. Płatki okwiatu pojedynczego mają podłużnie eliptyczny kształt.
OwocePestkowce o elipsoidalnym kształcie. Osiągają 2 mm długości. Osadzone są na szypułkach.